# UFC 124
UFC 124: St-Pierre vs. Koscheck 2 foi um evento de MMA realizado pelo Ultimate Fighting Championship em 11 de dezembro de 2010 no Bell Centre em Montreal, Quebec.

## Resultados
Nota 1 Pelo Cinturão Meio-Médio do UFC.

## Bônus da Noite
Lutadores receberam um bônus de $100,000.
- Luta da Noite:  Georges St-Pierre vs.  Josh Koscheck (Escolha online)
- Nocaute da Noite:  Mac Danzig
- Finalização da Noite:  Mark Bocek e  Jim Miller (Divisão do bônus)